# Pandemonio (saggio)
Pandemonio: il miraggio della new economy è un saggio del giornalista Giorgio Bocca (fuori catalogo) che studiava l'impatto che dovrebbero avere e che realmente hanno le nuove tecnologie sull'economia e sui monopoli, ponendosi molte domande sull'effettiva capacità delle tecnologie informatiche e telematiche di allargare la libertà economica.

## Edizioni
- Giorgio Bocca, Pandemonio: il miraggio della new economy, A. Mondadori, Milano 2000
- Giorgio Bocca, Pandemonio: il miraggio della new economy, Oscar bestsellers, Arnoldo Mondadori Editore, 2001,  pp.145, ISBN 88-04-49903-6.